# 유충 (율양후)
유충(劉忠, ? ~ ?)은 전한 후기의 제후로, 조경숙왕의 손자이다.

## 생애
지절 4년(기원전 66년), 아버지 유악의 뒤를 이어 율후(栗侯)에 봉해졌다. 시호를 양(煬)이라 하였고, 작위는 아들 유종근이 이었다.

## 출전
- 반고, 《한서》 권15상 왕자후표 上

| 선대 아버지 율절후 유악 | 전한의 율후 기원전 66년 ~ ? | 후대 아들 율질후 유종근 |